# Български въстания през XVIII век
Това е списък по данни за български въстания през XVIII век:

## Марино въстание през 1700 г.
Записките за въстанието са направени от Киро Тулешков (1876 г.), Недялко Марков (1907 г.) и Звезделин Цонев (1937 г.). Статията на Киро Тулешков била публикувана в броеве 20 и 21 на в-к „Български глас“, издаван в Болград. Запазен е и непубликуван ръкопис, в който били записани спомените на участник във въстанието. Песента „Стоян войвода и патрикът“ е записана от Киро Занев (Бачо Киро), а също била издадена в книгата на Христо Даскалов „Възрождение Болгар или реакция европейской Турции“, Москва, 1856 г. Косвено потвърждение се търси в султанска заповед до Одринския бостанджибашия от 1701 г., която се отнася за смутове в Ардинско, Хасковско и Лозенградско. Сочи се и друга заповед от 1699 г., че хайдути в Търновско освободили унгарски пленници.
Въстанието било планирано за деня на св. Константин и Елена (21 май 1700 г.), но поради донос на фанариотите до цариградския патриарх и от негова страна до властите последвали арести и то избухнало по-рано. Въстаниците затворили проходите и първият опит на турските войски да ги преминат завършил с неуспех. Отстъпващите турци били нападнати от конницата на Мирчо войвода, който събирал бунтовници в Хасковско. Търновският бей Ара Иззедин изпратил като шпиони 400 преоблечени турци и гърци, които се представили за подкрепление от Търново. Част от тях успели да избягат и докладват за броя и въоръжението на бунтовниците. Въстаниците били притиснати от север и юг. Докато, стреснати от първия неуспех, турците изчаквали, Мирчо внезапно нападнал северните войски и ги разбил. В това време обаче от 400-те се измъкнал шпионин и съобщил на командващия одринския еничарски корпус Кърджали Омер паша, че боят е започнал. Последвало нападение от юг и въстаниците били разбити. Мара (Мария/Ирина) била заловена в една воденица и пребита до смърт. Не е ясно какво е станало с другите водачи – Стоян, Мирчо и игумена на Петропавловския манастир Софроний.

## Въстание на архиереите в Софийско, Самоковско и Западна България 1737 г.
Историческата обстановка по онова време се характеризира с масирано турско насилие над българското население и особено над българското духовенство, като отмъщение към християните за водените от турците тогава войни – Австро-турска война (1737 – 1739 г.) и Руско-турска война (1735 – 1739 г.). Австрийски войски завземат Ниш, окупират територии в Сърбия, в Западните български земи в Поморавието и достигат Македония. Въстават българите в Пиротско, Знеполско, Брезнишко, Кюстендилско, Дупнишко, Кривопаланско, Берковско и други райони в Западна България. Започва организирана съпротива срещу турците и от Самоковска митрополия. Център на заверата е Mанастирa „Св. Спас“ над софийското село Лозен, а ръководител и главен инициатор е митрополит Симеон Самоковски, подкрепян от висши духовници, воглаве патриарх Арсений ІV Печки, в чийто диоцез тогава е Самоковската епархия.
За самото въстание няма преки сведения, но има за репресиите – 1 релация, 2 летописни бележки и 2 фермана (с тях се нарежда да се спрат репресиите, за да може раята да се върне по домовете си да работи земята). Към 20 юли владиката Симеон е заловен, тежко измъчван от турците и обесен в София на 21 август 1737 г. зад църквата „Света София“, в края на юли и началото на август 1737 г. по заповед на Али паша Кюпрюлюоглу, командващ турските войски на австрийския фронт, като превантивна репресивна мярка са избити около 350 софийски граждани, свещеници, монаси и хора от околните села, сред който: свещеник Йоан и иподякона Атанасий от черквата „Св. Петка Самарджийска“, предстоятелят на храма от „Св. Николай“ иконом Геолги, свещеника Димитър и игумена на Кладнишкия манастир, случайно оказал се там, предстоятелят на „Света Параскева“ поп Григорий, поп Стойко, дякон Христо, дякон Йоан, книжовника Константин, йеромонах Натанаил от Сеславския манастир, атонският монах Кирил, игумена на Илиянския манастир Горазд, игумена на Дивотинския манастир Евтимий, монаха от Драгалевския манастир Евтимий, поп Стоица от с. Хрельово (Рельово), брат му Петър и още 8 други селяни. Движението на българите е потушено и много семейства от Западните български земи заедно с патриарх Арсений ІV бягат в Банат.

## Въстание във Видинско през 1773 г.
Поради предприетите от турските власти репресивни мерки подготвяното въстание се изявява във формиране на голяма чета през пролетта, водена от Атанас и Стоян Бицини, която имала дързостта да атакува Видинската градска крепост (не замъка на крепостта „Баба Вида“, а самата голяма крепост ограждаща селището), при което въстаниците били отблъснати и дали много жертви. Последвали нови репресии и много българи се изселили оттатък Дунава, въпреки безуспешните опити на турските власти да осуетят напускането на империята. Това въстание е свързано с поредната руско-турска война и по-точно с края на примирието от май 1772 – март 1773 г.
В 1787 г. се вдига въстание в Русенско и Добруджа.

## Други бунтовни надигания
В този период бунтовете и хайдушките брожения не престават, в:
- 1720 г. – отпор на родопски хайдути в Райково срещу опити за помохамеданчване;
- в Софийско в 1758 г. хайдушка дружина влиза в сражение с турска военна част;
- във Воденско в 1762 г. хайдушка дружина начело с кап. Пройо влиза в сражение с турска войска;
- в Руско-турската война 1768 – 1774 г. българите формират доброволчески отряди, които подпомагат действията на руската армия при Силистра, Хаджиоглу Пазарджик (Добрич), Русе, Тутракан и други места. Сражават се и други хайдушки дружини – в Силистренско на Вичо, поп Марин и Недялко (1770 – 1771 г.). Между 1771 г. и 1776 г. в Русенско, Видинско и Врачанско тила на турците е атакуван от хайдушки дружини. Такива има и в Софийско, Дупнишко, Ихтиманско и други райони;
- През цялото столетие с турците водят битки хайдушки дружини в цялото българско землище – Мизия, Тракия и Македония.